# Янис Прифтис
Янис Прифтис (на гръцки: Γιάννης Πρίφτης του Παπά) е гръцки клефт (хайдутин), действал в района на Югозападна Македония във втората половина на XVIII век.

## Биография
Роден е в пиндското влашко село Самарина. Става клефт и действа в Епир и Югозападна Македония, като възпира разбойническите банди от съседните албански области начело с Курт паша. Пази самаринските проходи. Действа с Янис Буковалас. Наследник на Янис е заместникът му Михос също от Самарина.